# Estación Carahue
Carahue fue una estación ferroviaria chilena, ubicada en la comuna de Carahue, en la región de La Araucanía. La estación fue inaugurada en 1909, siendo cabecera del ramal Temuco-Carahue. Operó con normalidad hasta la década de 1990, cuando la estación y el ramal son abandonados. Posteriormente, las vías de la estación son levantadas en 2005.

## Historia
La estación nace junto al proyecto del Ferrocarril a Carahue, el cual buscaba dar una salida al litoral a la ciudad de Temuco. En 1909 los trabajos del ramal llegan hasta Carahue, comuna en la cual se emplazaría la cabecera del ramal. La estación junto al ramal es inaugurada el 30 de Julio de ese mismo año.
La estación contaba con una bodega de carga y una tornamesa.
La estación operó normalmente hasta que fue abandonada en la década de 1990 y sus vías son suprimidas en 2006.
Actualmente la infraestructura de la estación sobrevive en buenas condiciones y el sector de la estación es declarado patrimonio de la zona.